# Flotjärnen (Hällesjö socken, Jämtland, 697570-152021)
Flotjärnen är en sjö i Bräcke kommun i Jämtland och ingår i Ljungans huvudavrinningsområde.